# Siemowit
Siemowit (835 – 892) è stato un principe polacco semi-leggendario dei Piasti.
Secondo le cronache di Gallo Anonimo, Siemowit era il figlio di Piast il Carraio e Rzepicha, e come tale è considerato il primo sovrano della Polonia della dinastia dei Piasti. L'opera di Gallo Anonimo è l'unica fonte in cui si ha menzione di Siemowit, di suo figlio Lestek e di suo nipote Siemomysł.
Divenne duca dei Polani nel IX secolo dopo che suo padre Piast, figlio di Chościsko, rifiutò di prendere il posto del leggendario duca Popiel. Siemowit fu eletto nuovo duca dall'assemblea popolare (wiec). Secondo una leggenda popolare, Popiel è stato divorato dai ratti nella sua città sul lago Gopło.
Miecislao I, il primo sovrano cristiano di Polonia, è considerato il bisnipote di Siemowit.